# Bijt

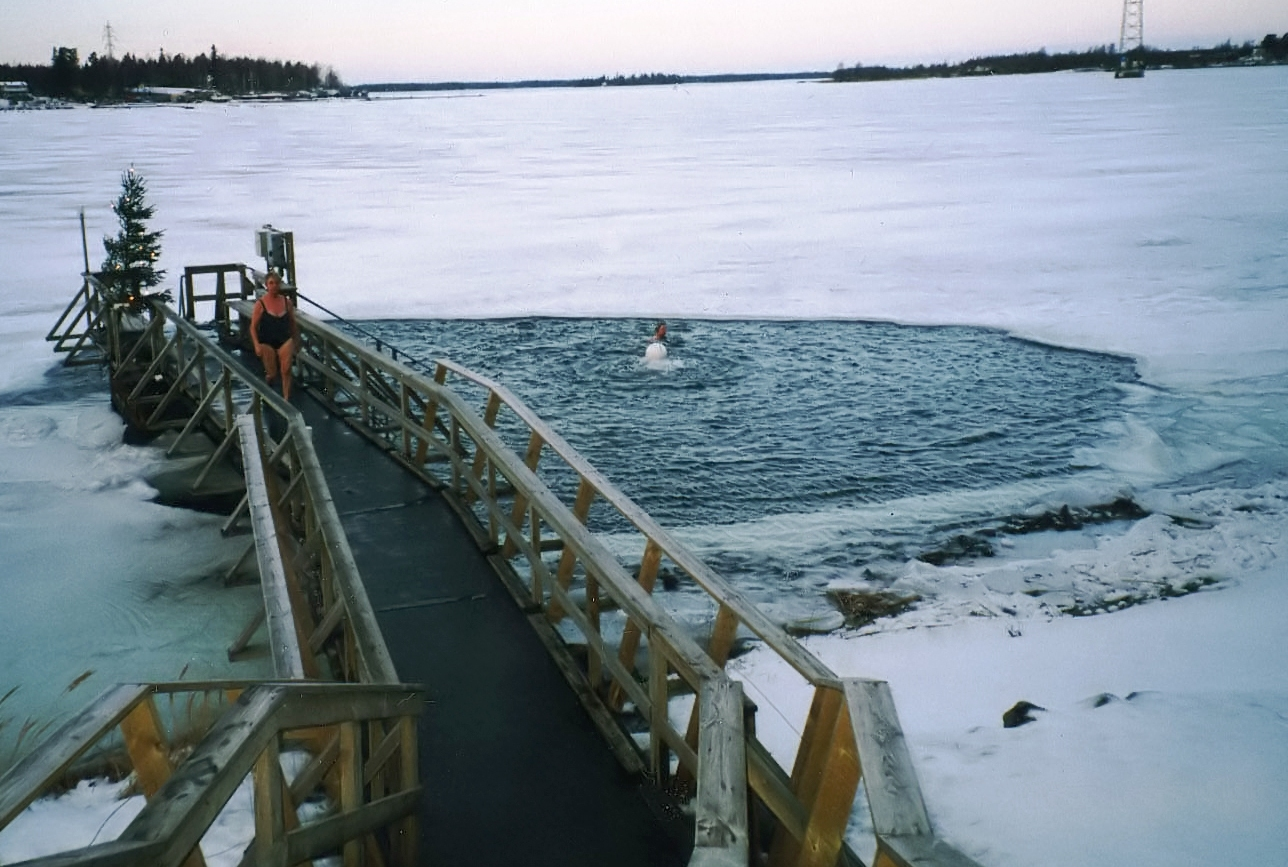
Bijt

Een bijt is een gat in natuurijs dat wordt gemaakt door de mens. Dit kan bijvoorbeeld worden gedaan door sportvissers of ijsduikers. In Rusland en Finland worden ook bijten gemaakt voor het ijszwemmen. 
In tegenstelling tot de situatie bij een wak zijn de randen sterk, omdat er normaal gesproken alleen een bijt wordt gemaakt in ijs dat dik genoeg is om op te staan. Wanneer een schaatser in een bijt rijdt, kan hij hier dus redelijk makkelijk uitkomen door zich met rug en voeten tegen de randen van de bijt klem te zetten en zich er zo uit te drukken. Overigens zijn ijsprikkers altijd aan te bevelen als reddingsmiddel omdat zij het klimmen uit een bijt veel makkelijker maken.
De uitdrukking 'een vreemde eend in de bijt' is afgeleid van dit woord. Zie ook: Lijst van uitdrukkingen en gezegden.